# HMS C24
HMS C24 – brytyjski okręt podwodny typu C. Zbudowany w latach 1908–1909 w  Zakładach Vickers w Barrow-in-Furness. Okręt został wodowany 26 listopada 1908 roku i rozpoczął służbę w Royal Navy 5 maja 1909 roku. Pierwszym dowódcą był Lt. Frederick Henry Taylor.
23 czerwca 1915 roku w czasie wspólnej akcji u wybrzeży Szkocji w pobliżu Aberdeen, razem ze statkiem pułapką HMS „Taranaki”, HMS C24 zatopił niemiecki okręt podwodny SM U-40. Zginęło 29 marynarzy niemieckich, a dowódca HMS C24 F. Taylor został awansowany i odznaczony Distinguished Service Cross.
26 maja 1921 roku okręt został sprzedany i zezłomowany.